# 薄田研二
薄田 研二（すすきだ けんじ、1898年9月14日 ‐ 1972年5月26日）は、日本の俳優。本名：高山  徳右衛門（幼名：徳太郎）。
築地小劇場研究生からキャリアをスタートさせ、同劇場分裂後に新築地劇団の結成に参加、同劇団の中核的存在として活躍。その後も苦楽座、劇団中芸、東京芸術座などの劇団を設立し、新劇運動の中心的指導者となった。晩年は後進の教育にもあたっている。戦中・戦後は映画にも多く出演しており、特に東映時代劇で欠かせない悪役俳優として知られた。著書に自伝『暗転　わが演劇自伝』（東峰書院、1960年）など。前妻は高山晴子（倉田百三の最初の妻）、後妻は女優の内田礼子。息子は高山象三、娘は女優の薄田つま子。

## 来歴・人物
1898年（明治31年）9月14日、福岡県早良郡西新町（現在の福岡市早良区）に造り酒屋・肥前屋の6人兄妹の長男として生まれる。実家の肥前屋は「松の雪」という銘柄の酒を醸造しており、12歳で父母を亡くした薄田は肥前屋の当主となった。幼名は徳太郎だが、祖父の名を継いで徳右衛門を名乗った。幼時から博多仁和加の物真似を得意としていた。
1918年（大正7年）、友人の児島善三郎を介して結核療養中だった倉田百三の知遇を得、彼の寓宅に設立された新しき村福岡支部の会員となる。1921年（大正10年）に画家を目指して上京、倉田の入院送別の余興で上演した『俊寛』で素人ながら主役を務め、好評を得た。また、多妻主義と呼ばれた倉田と別居していた夫人の高山晴子と恋愛関係になり、倉田の同意を得て彼女と結婚し、薄田つま子、後に高山象三を儲けている。晴子と結婚後に福岡へ戻り、具象舞台劇協会という劇団を組織して、倉田原作の『出家とその弟子』などを上演した。
1923年（大正12年）、家業を弟に譲り、妻子を連れて上京。1925年（大正14年）、築地小劇場の研究生となり、同年11月の『どん底』（再演）の警部役で初舞台を踏んだ。同期には細川ちか子、高橋豊子らがいる。翌1926年（大正15年）1月の『ベニスの商人』（土方与志演出）ではシャイロック役に異例の抜擢を受け、3月の『役の行者』では一言主を演じて好評を博した。1928年（昭和3年）12月、築地小劇場の創設者である小山内薫が死去すると、劇団内で対立が生じ、創設者の一人である土方与志についた薄田は、1929年（昭和4年）3月25日に丸山定夫、山本安英、伊藤晃一、高橋、細川らと脱退、土方と久保栄を迎えて新築地劇団を結成した。1931年（昭和6年）には日本プロレタリア演劇同盟（プロット）に加盟、同盟解散後の1934年（昭和9年）に同劇団の幹事長となり、劇団の中心的俳優となった。
1940年（昭和15年）8月19日、新劇弾圧で八田元夫、本庄克二ら14名の劇団員と後援会関係者、その前に退団した千田是也、岡倉士朗らが逮捕。
薄田も翌8月20日に警視庁特高第一課に呼び出され、社会主義思想を基調とした新築地劇団を自発的に解散するように強要されている。このことを受け、同年8月23日、劇団は解散を決議。
その後、薄田も半年余り牛込署に留置されたが、起訴猶予で釈放されている。
演劇活動の一方、1930年代頃から映画にも出演するようになり、衣笠貞之助監督『大坂夏の陣』、稲垣浩監督『宮本武蔵』等に出演。新築地劇団解散後、永田雅一の計らいで大映の専属俳優となったが、芸名の使用を禁じられたため、本名の高山徳右衛門名義で出演した。
1942年（昭和17年）、徳川夢声、藤原釜足、丸山とともに苦楽座を結成し地方公演を行う。1944年（昭和19年）12月24日に同座は解散するが、翌1945年（昭和20年）1月に日本移動演劇連盟に組み込まれ、苦楽座移動演劇隊（6月に桜隊と改称）として再結成された。薄田は広島への劇団疎開に加わらなかったが、原爆投下で疎開組は被爆し、同座の舞台監督兼俳優だった息子の高山象三は8月20日に避難先で死去した。
同年12月14日、久保栄、滝沢修らと東京芸術劇場を結成。12月26日には新劇合同公演『桜の園』に東山千栄子、滝沢、千田らと出演。東京芸術劇場は1947年（昭和22年）3月に分裂し、村山知義らによる第2次新協劇団に参加、この頃に日本共産党に入党した。この間に女優の内田礼子と結婚、晴子とは離婚した。1951年（昭和26年）、日本共産党の50年問題の影響で新協劇団を脱退し、8月29日に中央芸術劇場（後に劇団中芸と改称）を設立してその主宰者となった。1956年（昭和31年）、『人形の家』を演出し、翌年の同劇場公演『無法松の一生』で演出・主演。1959年（昭和34年）2月4日、劇団中芸と新協劇団との合同で東京芸術座を設立した。
戦後の映画出演は、名を薄田研二に戻して、木下惠介監督『破戒』、伊藤大輔監督『レ・ミゼラブル あゝ無情』、佐分利信監督『風雪二十年』や、山本薩夫監督『箱根風雲録』といった独立プロ映画などに出演。また、1952年（昭和27年）公開の『赤穂城』で吉良上野介を演じてからは、東映時代劇で名悪役俳優として活躍。1954年（昭和29年）に東映専属となり、全盛期には年間20本もの作品に出演した。忠臣蔵映画では4度も堀部弥兵衛を演じており、『旗本退屈男』『いれずみ判官』などの人気シリーズにも必ず登場している。
1963年（昭和38年）、『右京之介巡察記』出演後に脳溢血で倒れ、再起不能といわれたが奇跡的に回復し、1969年（昭和44年）にススキダ演技研究所を開いて後進の育成にあたった。
1972年（昭和47年）5月26日6時50分、急性肺炎のため東京都文京区本駒込の自宅で死去。73歳没。5月28日に東京芸術座と研究所の合同葬が営まれ、村山知義が葬儀委員長を務めた。没後、勲四等瑞宝章追贈。墓所は品川区妙蓮寺。

## 出演映画

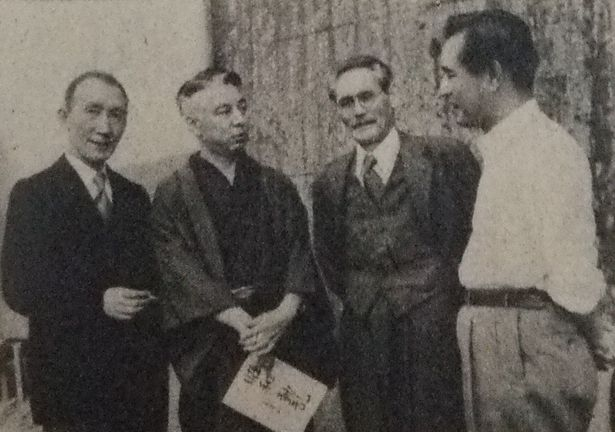
『風雪二十年』（1951年）の撮影風景。左から青山杉作、千田是也、薄田、佐分利信。

- 黎明（1927年、ミナトーキー） - 酔っぱらい
- 大坂夏の陣（1937年、松竹キネマ） - 本多佐渡
- 紀伊国屋文左衛門（1938年、新興キネマ） - 柳沢出羽守
- 海援隊（1939年、日活） - 勝海舟
- 空想部落（1939年、南旺映画） - 平飛高次郎
- 彦六なぐらる（1940年、南旺映画）
- 授業料 (수업료)　(1940年、高麗映画)
- 蛇姫様（1940年、東宝映画） - 佐伯左衛門
- 宮本武蔵シリーズ（日活） - 柳生但馬守
  - 宮本武蔵 草分の人々・栄達の門（1940年）
  - 宮本武蔵 剣心一路（1940年）
- 流旅の人々（1941年、南旺映画・第一協団）
- 独眼龍政宗（1942年、大映）
- 新雪（1942年、大映） - 湯川博士
- 英国崩るゝ日（1942年、大映） - 兵団長
- 二刀流開眼（1943年、大映） - 柳生石舟斎
- 若き姿（1943年、朝鮮映画） - 高山校長
- 高田馬場前後（1944年、大映） - 堀部弥兵衛
- かくて神風は吹く（1944年、大映） - 井芹秀重
- 犯罪者は誰か（1945年、大映） - 衆議院議員
- 明日を創る人々（1946年、東宝） - 岡本銀太郎
- 女優（1947年、東宝） - 福原圭介
- 破戒（1948年、松竹） - 丑松の父
- 女の四季（1950年、東宝） - 逆瀬川画伯
- レ・ミゼラブル あゝ無情（1950年、東横映画） - 熊吉
- 長崎の鐘（1950年、松竹） - 孫左ヱ門
- 婚約指環（1950年、松竹） - 九鬼哲也
- てんやわんや（1950年、松竹） - 田鍋民平
- 風にそよぐ葦（1951年、東横映画） - 葦沢悠平
- わが一高時代の犯罪（1951年、東映） - H校長
- 風雪二十年（1951年、東映） - 山濃部博士
- 箱根風雲録（1952年、北星映画） - 酒井雅楽頭
- お洒落狂女（1952年、東映） - 一橋民部
- 赤穂城（1952年、東映） - 吉良上野介
- 續 赤穂城 （1952年、東映） - 吉良上野介
- 柳生の兄弟（1952年、松竹） - 柳生但馬守
- 流賊黒馬隊（東映） - 鬼伏新兵衛
  - 流賊黒馬隊 月下の対決（1952年）
  - 流賊黒馬隊 暁の急襲（1952年）
- 加賀騒動（1953年、東映） - 本多安房
- 鞍馬天狗 疾風雲母坂（1953年、東映） - 日向郷左衛門
- 女間者秘聞 赤穂浪士（1953年、東映） - 吉良上野介
- ひろしま（1953年、日教組プロ） - 仁科博士
- 風雲八万騎（1953年、東映） - 三浦左京亮
- 花の生涯 彦根篇 江戸篇（1953年、松竹） - 犬塚外記
- 怪傑黒頭巾シリーズ（東映）
  - 怪傑黒頭巾（1953年） - 山鹿士行
  - 怪傑黒頭巾 マグナの瞳（1955年） - バン・バーレ
  - 怪傑黒頭巾 爆発篇（1959年） - ゴーラム博士
- 赤い自転車（1953年、第一映画） - 遠山さん
- 忠次旅日記 喧嘩太鼓（1953年、東映） - 百姓喜右衛門
- 旗本退屈男シリーズ（東映） 
  - 旗本退屈男 どくろ屋敷（1954年） - 大河原六郎左衛門
  - 旗本退屈男 謎の百万両（1954年） - 山之部外記
  - 旗本退屈男 謎の幽霊船（1956年） - 平田監物
  - 旗本退屈男 謎の紅蓮塔（1957年） - 手代木九左衛門
  - 旗本退屈男（1958年） - 榊原監物
  - 旗本退屈男 謎の暗殺隊（1960年） - 大橋采女
- お役者変化（1954年、松竹） - 柳沢出羽守
- 唐人お吉（1954年、京映プロ＝現代俳協） - 伊佐新次郎
- 続南国太平記 薩南の嵐（1954年、東映） - 調所笑右衛門
- 太陽のない街（1954年、新星映画） - 父
- 謎の黄金島（東映）- 田口加賀守
  - 第二部 魔の刃影（1954年）
  - 第三部 魔の海神（1954年）
- 疾風愛憎峠（1954年、東映） - 陣出弥十郎
- 雪之丞変化（1954年、東映） - 土部三斎
- 伝七捕物帖 人肌千両（1954年、松竹） - 池の端の万五郎
- 蛇姫様（1954年、東映） - 佐伯左衛門
- 忠臣蔵 花の巻・雪の巻（1954年、松竹） - 堀部弥兵衛
- 新撰組鬼隊長（1954年、東映） - 小栗上野介
- 水戸黄門漫遊記シリーズ（東映）
  - 水戸黄門漫遊記 闘犬崎の逆襲（1954年） - 円行寺祐国
  - 水戸黄門（1957年） - 小栗美作
  - 水戸黄門（1960年） - 岸屋信右衛門
- 多羅尾伴内シリーズ（東映）
  - 隼の魔王（1955年） - 石黒隆正
  - 多羅尾伴内 戦慄の七仮面（1956年） - 長瀬昭
- 大岡政談 血煙地蔵（1955年、東映） - 瀬川典膳
- 春秋あばれ獅子（1955年、東映） - 相良頼母
- 越後獅子祭り やくざ若衆（1955年、東映） - 越後屋新右衛門
- 風雲将棋谷（1955年、東映） - 鹿島宙斎
- いれずみ判官シリーズ（東映）
  - 喧嘩奉行（1955年） - 間部山城守
  - 海賊奉行（1957年） - 遠山左衛門尉景晋
  - 火の玉奉行（1958年） - 前田柴山
  - 御存じいれずみ判官（1960年） - 跡部山城守
  - さくら判官（1962年） - 遠山景晋
- まぼろし小僧の冒険（1955年、東映） - 天海僧正
- 青銅の基督（1955年、松竹） - 長老
- 虚無僧系図（1955年、東映） - 松平伊豆守
- 振袖剣法（1955年、松竹） - 林山和尚
- 忍術三四郎（1955年、東映） - ユダ老人
- 牢獄の花嫁（1955年、東映） - 田川内膳
- だんまり又平 飛龍無双（1955年、東映） - 土佐将監
- 幻術影法師（東映） - 居心居士
  - 幻術影法師（1955年）
  - 幻術影法師 快剣士梵天丸（1955年）
- 弓張月（東映） - 比良の三郎忠国
  - 第一篇 筑紫の若武者（1955年）
  - 第二篇 運命の白縫姫（1955年）
  - 完結篇 南海の覇者（1955年）
- 黒田騒動（1956年、東映） - 土井利勝
- 忍術左源太（1956年、東映） - 大乗寺大和守
- 赤穂浪士 天の巻・地の巻（1956年、東映） - 堀部弥兵衛
- 鍔鳴浪人（1956年、東映） - シェリコ
- 剣豪二刀流（1956年、東映） - 長岡佐渡
- 快剣士 笑いの面（1956年、東映） - 神運軒天竜
- 父子鷹（1956年、東映） - 治平治
- 逆襲獄門砦（1956年、東映） - 平田辰右衛門
- 青年安兵衛 紅だすき素浪人（1956年、東映） - 堀部弥兵衛
- 忍術快男児（1956年、東映） - 亡霊正親
- 海の百万石（1956年、東映） - 奥村丹後守
- 大名シリーズ（東映）
  - やくざ大名（1956年） - 日野屋文左衛門
  - あばれ大名（1959年） - 前田利家
  - 鉄火大名（1961年） - 小笠原淡路守
- 妖蛇の魔殿（1956年、東映） - 仙覚道人
- 朱鞘罷り通る（1956年、東映） - 妙見堂八右衛門
- 大江戸喧嘩纏（1957年、東映） - 金看板甚九郎
- 恋染め浪人（1957年、東映） - 生田頼母
- 暴れん坊街道（1957年、東映） - 稲葉幸太夫
- 若さま侍捕物帖シリーズ（東映）
  - 若さま侍捕物帖 鮮血の晴着（1957年） - 八代将監
  - 若さま侍捕物帖 深夜の死美人（1957年） - 金正重右衛門
- 花嫁シリーズ（東映）
  - 鳳城の花嫁（1957年） - 大島嘉門
  - 孔雀城の花嫁（1959年） - 森源五左衛門
- 素浪人忠弥（1957年、東映） - 酒井忠勝
- ゆうれい船（1957年、東映） - 悪竜王
- 竜虎捕物陣一番手柄シリーズ（東映） - 奥村好左衛門
  - 竜虎捕物陣一番手柄 百万両秘面（1957年）
  - 竜虎捕物陣一番手柄 疾風白狐党（1957年）
- 赤穂義士（1957年、東映） - 松野河内守
- ジェット機出動 第101航空基地（1957年、東映） - 中田昌二
- 花吹雪 鉄火纏（1957年、東映） - 武蔵屋藤兵衛
- 新春オールスター映画（東映）
  - 任侠東海道（1958年） - 安濃徳次郎
  - 任侠中仙道（1960年） - 和田島の多左衛門
- 神変麝香猫（1958年、東映） - 画猫道人
- 忍術水滸伝 稲妻小天狗（1958年、東映） - 細川高国
- 少年猿飛佐助（1958年、東映） - 山中山城守
- 丹下左膳シリーズ（東映） 
  - 丹下左膳（1958年）- 愚楽老人
  - 丹下左膳 怒濤篇（1959年） - 愚楽老人
  - 丹下左膳 妖刀濡れ燕（1960年） - 作爺
- ひばり捕物帖 かんざし小判（1958年、東映） - 志垣主水正
- 風と女と旅鴉（1958年、東映） - 銭屋庄左衛門
- 大江戸七人衆（1958年、東映） - 間部老人
- 血汐笛（1958年、東映） - 白河楽翁
- 国定忠治（1958年、東映） - 喜右衛門
- 森と湖のまつり（1958年、東映） - 大岩老人
- 唄祭りかんざし纏（1958年、東映） - は組藤吉
- 喧嘩笠（1958年、東映） - 海老屋甚八
- 忠臣蔵 櫻花の巻・菊花の巻（1959年、東映） - 堀部弥兵衛
- 殿さま弥次喜多シリーズ（東映）
  - 殿さま弥次喜多 捕物道中（1959年） - 法華の大八
  - 殿さま弥次喜多（1960年） - 安藤対馬守
- 新吾十番勝負シリーズ（東映）
  - 新吾十番勝負（1959年） - 井上河内守
  - 新吾十番勝負 完結篇（1960年） - 尾形乾山
  - 新吾二十番勝負 第二部（1961年） - 松平頼安
- お役者文七捕物暦 蜘蛛の巣屋敷（1959年、東映） - 内藤監物
- 伊達騒動 風雲六十二万石（1959年、東映） - 伊達安芸
- 血槍無双（1959年、東映） - 間喜兵衛
- 血斗水滸伝 怒涛の対決（1959年、東映） - 干潟の庄吉
- 榛名ばやし 喧嘩鷹（1959年、東映） - 布田の友五郎
- 恋山彦（1959年、東映） - 伊那禅司宗経
- 長七郎旅日記シリーズ（東映） - 松平道閑
  - 長七郎旅日記 魔の影法師（1959年）
  - 長七郎旅日記 はやぶさ天狗（1959年）
- 少年猿飛佐助（1959年、東映動画） - 戸沢白雲斎
- 親鸞（1960年、東映） - 峰阿弥
- 家光と彦左と一心太助（1961年、東映） - 本多上野介正純
- 鳴門秘帖（1961年、東映） - 高木竜耳軒
- 旗本喧嘩鷹（1961年、東映） - 小笠原対馬守
- 赤穂浪士（1961年、東映） - 堀部弥兵衛
- べらんめえ中乗りさん（1961年、ニュー東映） - 仙三
- 天下の御意見番（1962年、東映） - 笹尾喜内
- 恋や恋なすな恋（1962年、東映） - 狐の老爺
- 勢揃い関八州（1962年、東映） - 大前田英五郎
- 次郎長と小天狗 殴り込み甲州路（1962年、東映） - 海老屋甚八
- 中仙道のつむじ風（1963年、東映） - 御嶽の仁兵衛
- 十七人の忍者（1963年、東映） - 阿部備後守
- 宮本武蔵 二刀流開眼（1963年、東映） - 柳生石舟斎
- 右京之介巡察記（1963年、東映） - 作左衛門

### 著書
- 『暗転　わが演劇自伝』東峰書院、1960年 - 佐野繁次郎装幀

## 関連文献
- 「エノケンへの期待」『芸術新潮』1956年4月号
- 「悲劇か喜劇か?--素顔の俳優-完-」『芸術新潮』1959年5月号
- 「『ハムレット』の思い出一つ」『新劇』1964年6月号
- 内田礼子『一女優の歩み　井上正夫・村山知義・薄田研二の時代』影書房 1993年